# Instance indépendante chargée de réformer l'information et la communication
L'Instance indépendante chargée de réformer l'information et la communication (INRIC) est une instance chargée de réformer le secteur des médias, notamment publics, afin de garantir la liberté d'expression et de la presse en Tunisie. Elle est dirigée par Kamel Labidi.
Le 4 juillet 2012, l'INRIC annonce qu'elle met fin à son travail faute de pouvoir accomplir sa mission et accuse le gouvernement de recourir à la censure.
Finalement, le 3 mai 2013, l'INRIC devient officiellement la Haute Autorité indépendante de la communication audiovisuelle, une instance constitutionnelle selon la Constitution de 2014.